# North Ogden
North Ogden é uma cidade localizada no estado norte-americano de Utah, no Condado de Weber.

## Demografia
Segundo o censo norte-americano de 2000, a sua população era de 15.026 habitantes.
Em 2006, foi estimada uma população de 16.798, um aumento de 1772 (11.8%).

## Geografia
De acordo com o United States Census Bureau tem uma área de
16,8 km², dos quais 16,8 km² cobertos por terra e 0,0 km² cobertos por água. North Ogden localiza-se a aproximadamente 1324 m acima do nível do mar.

## Localidades na vizinhança
O diagrama seguinte representa as localidades num raio de 8 km ao redor de North Ogden.